# Wereldkeeper van het jaar
De titel wereldkeeper van het jaar is een voetbalprijs die sinds 1987 jaarlijks wordt uitgereikt aan de beste doelman op dat moment. De verkiezing wordt georganiseerd door de International Federation of Football History & Statistics. In 2006 werden de stemmen uitgebracht door de leden van de IFFHS en door experts uit 89 landen verdeeld over de zes continenten.

## Lijst met winnaars
| Jaar | Speler               | Club                           |
| ---- | -------------------- | ------------------------------ |
| 1987 | Jean-Marie Pfaff     | Bayern München                 |
| 1988 | Rinat Dasajev        | Spartak Moskou                 |
| 1989 | Walter Zenga         | Internazionale                 |
| 1990 | Walter Zenga         | Internazionale                 |
| 1991 | Walter Zenga         | Internazionale                 |
| 1992 | Peter Schmeichel     | Manchester United              |
| 1993 | Peter Schmeichel     | Manchester United              |
| 1994 | Michel Preud'homme   | KV Mechelen                    |
| 1995 | José Luis Chilavert  | CA Vélez Sársfield             |
| 1996 | Andreas Köpke        | Olympique Marseille            |
| 1997 | José Luis Chilavert  | CA Vélez Sársfield             |
| 1998 | José Luis Chilavert  | CA Vélez Sársfield             |
| 1999 | Oliver Kahn          | Bayern München                 |
| 2000 | Fabien Barthez       | Manchester United              |
| 2001 | Oliver Kahn          | Bayern München                 |
| 2002 | Oliver Kahn          | Bayern München                 |
| 2003 | Gianluigi Buffon     | Juventus                       |
| 2004 | Gianluigi Buffon     | Juventus                       |
| 2005 | Petr Čech            | Chelsea                        |
| 2006 | Gianluigi Buffon     | Juventus                       |
| 2007 | Gianluigi Buffon     | Juventus                       |
| 2008 | Iker Casillas        | Real Madrid                    |
| 2009 | Iker Casillas        | Real Madrid                    |
| 2010 | Iker Casillas        | Real Madrid                    |
| 2011 | Iker Casillas        | Real Madrid                    |
| 2012 | Iker Casillas        | Real Madrid                    |
| 2013 | Manuel Neuer         | Bayern München                 |
| 2014 | Manuel Neuer         | Bayern München                 |
| 2015 | Manuel Neuer         | Bayern München                 |
| 2016 | Manuel Neuer         | Bayern München                 |
| 2017 | Gianluigi Buffon     | Juventus                       |
| 2018 | Thibaut Courtois     | Chelsea / Real Madrid          |
| 2019 | Alisson              | Liverpool                      |
| 2020 | Manuel Neuer         | Bayern München                 |
| 2021 | Gianluigi Donnarumma | AC Milan / Paris Saint-Germain |
| 2022 | Thibaut Courtois     | Real Madrid                    |
| 2023 | Ederson              | Manchester City                |

## Stemresultaten

### 2015
| Plaats | Speler                | Club              | Stemmen |
| ------ | --------------------- | ----------------- | ------- |
| 1      | Manuel Neuer          | Bayern München    | 188     |
| 2      | Gianluigi Buffon      | Juventus          | 78      |
| 3      | Claudio Bravo         | FC Barcelona      | 45      |
| 4      | David De Gea          | Manchester United | 34      |
| 5      | Thibaut Courtois      | Chelsea           | 24      |
| 6      | Petr Čech             | Chelsea / Arsenal | 18      |
| 7      | Marcelo Barovero      | CA River Plate    | 12      |
| 8      | Marc-André ter Stegen | FC Barcelona      | 7       |
| 9      | Iker Casillas         | Real Madrid       | 6       |
| 10     | Daniel Subašić        | AS Monaco         | 4       |

### 2014
| Plaats | Speler           | Club                         | Stemmen |
| ------ | ---------------- | ---------------------------- | ------- |
| 1      | Manuel Neuer     | Bayern München               | 216     |
| 2      | Thibaut Courtois | Atlético Madrid / Chelsea    | 96      |
| 3      | Keylor Navas     | Levante / Real Madrid        | 46      |
| 4      | Gianluigi Buffon | Juventus                     | 26      |
| 5      | Claudio Bravo    | Real Sociedad / FC Barcelona | 16      |
| 6      | Sergio Romero    | AS Monaco / Sampdoria        | 14      |
| 7      | Guillermo Ochoa  | AC Ajaccio / Malaga          | 13      |
| 8      | Petr Čech        | Chelsea                      | 4       |
| 9      | Vincent Enyeama  | Lille OSC                    | 2       |
| 9      | Hugo Lloris      | Tottenham Hotspur            | 2       |

### 2013
| Plaats | Speler           | Club                | Stemmen |
| ------ | ---------------- | ------------------- | ------- |
| 1      | Manuel Neuer     | Bayern München      | 211     |
| 2      | Gianluigi Buffon | Juventus            | 78      |
| 3      | Petr Čech        | Chelsea             | 64      |
| 4      | Thibaut Courtois | Atlético Madrid     | 54      |
| 5      | Víctor Valdés    | FC Barcelona        | 53      |
| 6      | Iker Casillas    | Real Madrid         | 23      |
| 7      | Salvatore Sirigu | Paris Saint-Germain | 5       |

### 2012
| Plaats | Speler           | Club              | Stemmen |
| ------ | ---------------- | ----------------- | ------- |
| 1      | Iker Casillas    | Real Madrid       | 224     |
| 2      | Gianluigi Buffon | Juventus          | 128     |
| 3      | Petr Čech        | Chelsea           | 92      |
| 4      | Manuel Neuer     | Bayern München    | 85      |
| 5      | Joe Hart         | Manchester City   | 26      |
| 6      | Víctor Valdés    | FC Barcelona      | 15      |
| 7      | Cássio Ramos     | Corinthians       | 14      |
| 8      | Samir Handanović | Internazionale    | 8       |
| 8      | Hugo Lloris      | Tottenham Hotspur | 8       |

### 2011
| Plaats | Speler            | Club              | Stemmen |
| ------ | ----------------- | ----------------- | ------- |
| 1      | Iker Casillas     | Real Madrid       | 248     |
| 2      | Manuel Neuer      | Bayern München    | 130     |
| 3      | Víctor Valdés     | FC Barcelona      | 114     |
| 4      | Gianluigi Buffon  | Juventus          | 63      |
| 5      | Petr Čech         | Chelsea           | 41      |
| 6      | Fernando Muslera  | Galatasaray SK    | 37      |
| 7      | Joe Hart          | Manchester City   | 26      |
| 8      | Júlio César       | Internazionale    | 23      |
| 9      | Justo Villar      | Estudiantes       | 17      |
| 10     | Edwin van der Sar | Manchester United | 16      |

### 2010
| Plaats | Speler               | Club              | Stemmen |
| ------ | -------------------- | ----------------- | ------- |
| 1      | Iker Casillas        | Real Madrid       | 304     |
| 2      | Júlio César          | Internazionale    | 124     |
| 3      | Petr Čech            | Chelsea           | 56      |
| 4      | Manuel Neuer         | Schalke 04        | 53      |
| 5      | Maarten Stekelenburg | Ajax              | 48      |
| 6      | Víctor Valdés        | FC Barcelona      | 38      |
| 7      | Fernando Muslera     | Lazio Roma        | 37      |
| 8      | Edwin van der Sar    | Manchester United | 32      |
| 9      | Gianluigi Buffon     | Juventus          | 28      |
| 10     | Tim Howard           | Everton           | 15      |

### 2009
| Plaats | Speler            | Club              | Stemmen |
| ------ | ----------------- | ----------------- | ------- |
| 1      | Iker Casillas     | Real Madrid       | 230     |
| 2      | Gianluigi Buffon  | Juventus          | 150     |
| 3      | Júlio César       | Internazionale    | 124     |
| 4      | Edwin van der Sar | Manchester United | 87      |
| 5      | Petr Čech         | Chelsea           | 75      |
| 6      | Víctor Valdés     | FC Barcelona      | 53      |
| 7      | José Manuel Reina | Liverpool         | 19      |
| 8      | Igor Akinfejev    | CSKA Moskou       | 17      |
| 9      | Tim Howard        | Everton           | 7       |
| 10     | René Adler        | Bayer Leverkusen  | 6       |

### 2008
| Plaats | Speler            | Club              | Stemmen |
| ------ | ----------------- | ----------------- | ------- |
| 1      | Iker Casillas     | Real Madrid       | 249     |
| 2      | Gianluigi Buffon  | Juventus          | 170     |
| 3      | Edwin van der Sar | Manchester United | 143     |
| 4      | Petr Čech         | Chelsea           | 108     |
| 5      | Igor Akinfejev    | CSKA Moskou       | 23      |
| 6      | José Cevallos     | LDU Quito         | 21      |
| 7      | Júlio César       | Internazionale    | 18      |
| 8      | José Manuel Reina | Liverpool         | 15      |
| 9      | Jens Lehmann      | Arsenal           | 13      |
| 10     | Justo Villar      | Real Valladolid   | 12      |

### 2007
| Plaats | Speler            | Club              | Stemmen |
| ------ | ----------------- | ----------------- | ------- |
| 1      | Gianluigi Buffon  | Juventus          | 209     |
| 2      | Petr Čech         | Chelsea           | 172     |
| 3      | Iker Casillas     | Real Madrid       | 124     |
| 4      | Edwin van der Sar | Manchester United | 62      |
| 5      | Rogério Ceni      | São Paulo         | 37      |
| 6      | José Manuel Reina | Liverpool         | 36      |
| 6      | Dida              | AC Milan          | 36      |
| 8      | Andrés Palop      | Sevilla           | 29      |
| 9      | Júlio César       | Internazionale    | 24      |
| 10     | Jens Lehmann      | Arsenal           | 20      |

### 2006
| Plaats | Speler                | Club                  | Stemmen |
| ------ | --------------------- | --------------------- | ------- |
| 1      | Gianluigi Buffon      | Juventus              | 295     |
| 2      | Jens Lehmann          | Arsenal               | 140     |
| 3      | Petr Čech             | Chelsea               | 91      |
| 4      | Iker Casillas         | Real Madrid           | 47      |
| 5      | Edwin van der Sar     | Manchester United     | 45      |
| 6      | Rogério Ceni          | São Paulo             | 39      |
| 7      | Ricardo               | Sporting Lissabon     | 38      |
| 8      | Dida                  | AC Milan              | 34      |
| 9      | Roberto Abbondanzieri | Boca Juniors / Getafe | 19      |
| 10     | Fabien Barthez        | Olympique Marseille   | 18      |

### 2005
| Plaats | Speler                | Club               | Stemmen |
| ------ | --------------------- | ------------------ | ------- |
| 1      | Petr Čech             | Chelsea            | 175     |
| 2      | Heurelho Gomes        | PSV Eindhoven      | 91      |
| 3      | Gianluigi Buffon      | Juventus           | 78      |
| 4      | Grégory Coupet        | Olympique Lyonnais | 43      |
| 5      | Oliver Kahn           | Bayern München     | 42      |
| 6      | Iker Casillas         | Real Madrid        | 41      |
| 7      | Jerzy Dudek           | Liverpool          | 34      |
| 8      | Edwin van der Sar     | Manchester United  | 32      |
| 9      | Rogério Ceni          | São Paulo          | 31      |
| 10     | Roberto Abbondanzieri | Boca Juniors       | 26      |

### 2004
| Plaats | Speler                | Club               | Stemmen |
| ------ | --------------------- | ------------------ | ------- |
| 1      | Gianluigi Buffon      | Juventus           | 185     |
| 2      | Petr Čech             | Chelsea            | 105     |
| 3      | Dida                  | AC Milan           | 78      |
| 4      | Iker Casillas         | Real Madrid        | 75      |
| 5      | Antonios Nikopolidis  | Olympiakos Piraeus | 64      |
| 6      | Oliver Kahn           | Bayern München     | 39      |
| 7      | Roberto Abbondanzieri | Boca Juniors       | 31      |
| 8      | Vítor Baía            | FC Porto           | 29      |
| 8      | Juan Carlos Henao     | Once Caldas        | 29      |
| 10     | Santiago Cañizares    | Valencia           | 23      |

### 2003
| Plaats | Speler           | Club           | Stemmen |
| ------ | ---------------- | -------------- | ------- |
| 1      | Gianluigi Buffon | Juventus       | 186     |
| 2      | Iker Casillas    | Real Madrid    | 112     |
| 3      | Oliver Kahn      | Bayern München | 106     |

### 2002
| Plaats | Speler        | Club           | Stemmen |
| ------ | ------------- | -------------- | ------- |
| 1      | Oliver Kahn   | Bayern München | 316     |
| 2      | Iker Casillas | Real Madrid    | 101     |
| 3      | Rüştü Reçber  | Fenerbahçe     | 99      |

### 2001
| Plaats | Speler             | Club           | Stemmen |
| ------ | ------------------ | -------------- | ------- |
| 1      | Oliver Kahn        | Bayern München | 265     |
| 2      | Santiago Cañizares | Valencia       | 77      |
| 3      | Gianluigi Buffon   | Juventus       | 69      |

### 2000
| Plaats | Speler          | Club              | Stemmen |
| ------ | --------------- | ----------------- | ------- |
| 1      | Fabien Barthez  | Manchester United | 195     |
| 2      | Oliver Kahn     | Bayern München    | 133     |
| 3      | Francesco Toldo | Fiorentina        | 131     |

### 1999
| Plaats | Speler              | Club               | Stemmen |
| ------ | ------------------- | ------------------ | ------- |
| 1      | Oliver Kahn         | Bayern München     | 116     |
| 2      | Peter Schmeichel    | Manchester United  | 95      |
| 3      | José Luis Chilavert | CA Vélez Sársfield | 93      |

## Wereldkeeper van de Eeuw
Aan het einde van de 20e eeuw, werd door de IFFHS de Wereldkeeper van de Eeuw gekozen. Deze titel werd gewonnen door de Sovjet Lev Yashin.
| Plaats | Speler              | Clubs                                | Nationaal elftal              | Stemmen |
| ------ | ------------------- | ------------------------------------ | ----------------------------- | ------- |
| 1      | Lev Yashin          | Dinamo Moskou (1949-1971)            | Sovjet-Unie (1954–1967)       | 1002    |
| 2      | Gordon Banks        | Chesterfield (1955-1959)             | Engeland (1963-1972)          | 717     |
| 2      | Gordon Banks        | Leicester City (1959-1966)           | Engeland (1963-1972)          | 717     |
| 2      | Gordon Banks        | Stoke City (1966-1972)               | Engeland (1963-1972)          | 717     |
| 2      | Gordon Banks        | Cleveland Stokers (1967)             | Engeland (1963-1972)          | 717     |
| 2      | Gordon Banks        | St. Patrick's Athletic (1977)        | Engeland (1963-1972)          | 717     |
| 2      | Gordon Banks        | Fort Lauderdale Strikers (1977-1978) | Engeland (1963-1972)          | 717     |
| 3      | Dino Zoff           | Udinese (1961-1963)                  | Italië (1968-1983)            | 661     |
| 3      | Dino Zoff           | AC Mantova (1963-1967)               | Italië (1968-1983)            | 661     |
| 3      | Dino Zoff           | Napoli (1967-1972)                   | Italië (1968-1983)            | 661     |
| 3      | Dino Zoff           | Juventus (1972-1983)                 | Italië (1968-1983)            | 661     |
| 4      | Sepp Maier          | Bayern München (1965-1980)           | West-Duitsland (1966-1979)    | 456     |
| 5      | Ricardo Zamora      | Espanyol (1916-1919)                 | Catalonië (1920-1930)         | 443     |
| 5      | Ricardo Zamora      | FC Barcelona (1919-1922)             | Catalonië (1920-1930)         | 443     |
| 5      | Ricardo Zamora      | Espanyol (1922-1930)                 | Spanje (1920-1936)            | 443     |
| 5      | Ricardo Zamora      | Real Madrid (1930-1936)              | Spanje (1920-1936)            | 443     |
| 5      | Ricardo Zamora      | Nice (1936-1938)                     | Spanje (1920-1936)            | 443     |
| 6      | José Luis Chilavert | Sportivo Luqueño (1982-1983)         | Paraguay (1989-2003)          | 373     |
| 6      | José Luis Chilavert | Club Guaraní (1984)                  | Paraguay (1989-2003)          | 373     |
| 6      | José Luis Chilavert | San Lorenzo (1984-1988)              | Paraguay (1989-2003)          | 373     |
| 6      | José Luis Chilavert | Real Zaragoza (1988-1991)            | Paraguay (1989-2003)          | 373     |
| 6      | José Luis Chilavert | Vélez Sársfield (1991-2000)          | Paraguay (1989-2003)          | 373     |
| 6      | José Luis Chilavert | RC Strasbourg (2000-2002)            | Paraguay (1989-2003)          | 373     |
| 6      | José Luis Chilavert | C.A. Peñarol (2002-2003)             | Paraguay (1989-2003)          | 373     |
| 6      | José Luis Chilavert | Vélez Sársfield (2003-2004)          | Paraguay (1989-2003)          | 373     |
| 7      | Peter Schmeichel    | Gladsaxe-Hero BK (1981-1983)         | Denemarken (1987-2001)        | 291     |
| 7      | Peter Schmeichel    | Hvidovre IF (1984-1986)              | Denemarken (1987-2001)        | 291     |
| 7      | Peter Schmeichel    | Brøndby IF (1987-1991)               | Denemarken (1987-2001)        | 291     |
| 7      | Peter Schmeichel    | Manchester United (1991-1999)        | Denemarken (1987-2001)        | 291     |
| 7      | Peter Schmeichel    | Sporting Lissabon (1999-2001)        | Denemarken (1987-2001)        | 291     |
| 7      | Peter Schmeichel    | Aston Villa (2001-2002)              | Denemarken (1987-2001)        | 291     |
| 7      | Peter Schmeichel    | Manchester City (2002-2003)          | Denemarken (1987-2001)        | 291     |
| 8      | Peter Shilton       | Leicester City (1966–1974)           | Engeland (1970-1990)          | 196     |
| 8      | Peter Shilton       | Stoke City (1974–1977)               | Engeland (1970-1990)          | 196     |
| 8      | Peter Shilton       | Nottingham Forest (1977-1982)        | Engeland (1970-1990)          | 196     |
| 8      | Peter Shilton       | Southampton (1982-1987)              | Engeland (1970-1990)          | 196     |
| 8      | Peter Shilton       | Derby County (1987-1992)             | Engeland (1970-1990)          | 196     |
| 8      | Peter Shilton       | Plymouth Argyle (1992-1995)          | Engeland (1970-1990)          | 196     |
| 8      | Peter Shilton       | Wimbledon (1995)                     | Engeland (1970-1990)          | 196     |
| 8      | Peter Shilton       | Bolton Wanderers (1995)              | Engeland (1970-1990)          | 196     |
| 8      | Peter Shilton       | Coventry City (1995-1996)            | Engeland (1970-1990)          | 196     |
| 8      | Peter Shilton       | West Ham United (1996)               | Engeland (1970-1990)          | 196     |
| 8      | Peter Shilton       | Leyton Orient (1996-1997)            | Engeland (1970-1990)          | 196     |
| 9      | František Plánička  | Slavia Praag (1923-1939)             | Tsjecho-Slowakije (1926-1938) | 194     |
| 10     | Amadeo Carrizo      | River Plate (1945-1968)              | Argentinië (1954-1964)        | 192     |
| 10     | Amadeo Carrizo      | Alianza Lima (1969)                  | Argentinië (1954-1964)        | 192     |
| 10     | Amadeo Carrizo      | Millonarios (1970-1971)              | Argentinië (1954-1964)        | 192     |